# Адамс, Майкл Джеймс
Майкл «Майк» Джеймс Адамс (англ. Michael James Adams; 5 мая 1930 — 15 ноября 1967) — американский лётчик, погибший во время суборбитального космического полёта. Посмертно зачислен в списки астронавтов США.
Майкл Джеймс Адамс родился в 1930 году в Сакраменто (Калифорния). В 1950 году был зачислен в ВВС США, в качестве пилота истребителя-бомбардировщика участвовал в Корейской войне, был удостоен ряда наград.
После войны Адамс решил получить высшее образование, и в 1958 году получил степень бакалавра в области авиационной техники в Оклахомском университете. Затем он проучился 18 месяцев в Массачусетском технологическом институте, а в 1962 году поступил в школу лётчиков-испытателей на авиабазе Эдвардс, которую окончил с отличием в декабре 1963 года. В 1964 году он принял участие в пятимесячной программе испытаний тренажера лунного модуля, предназначенного для отработки навыков посадки астронавтов в лунном модуле на Луну. В ноябре 1965 он стал астронавтом программы пилотируемой орбитальной лаборатории, но с июля 1966 года перешёл в программу испытаний ракетоплана North American X-15. 6 октября 1966 года он совершил свой первый полёт на ракетоплане, а во время 7-го полёта, состоявшегося 15 ноября 1967 года, ракетоплан попал в гиперзвуковой штопор и разбился вместе с пилотом. Посмертно он был зачислен в число астронавтов. Имя его высечено на «космическом зеркале» Космического центра имени Кеннеди на мысе Канаверал.